# Georgine Schwartze

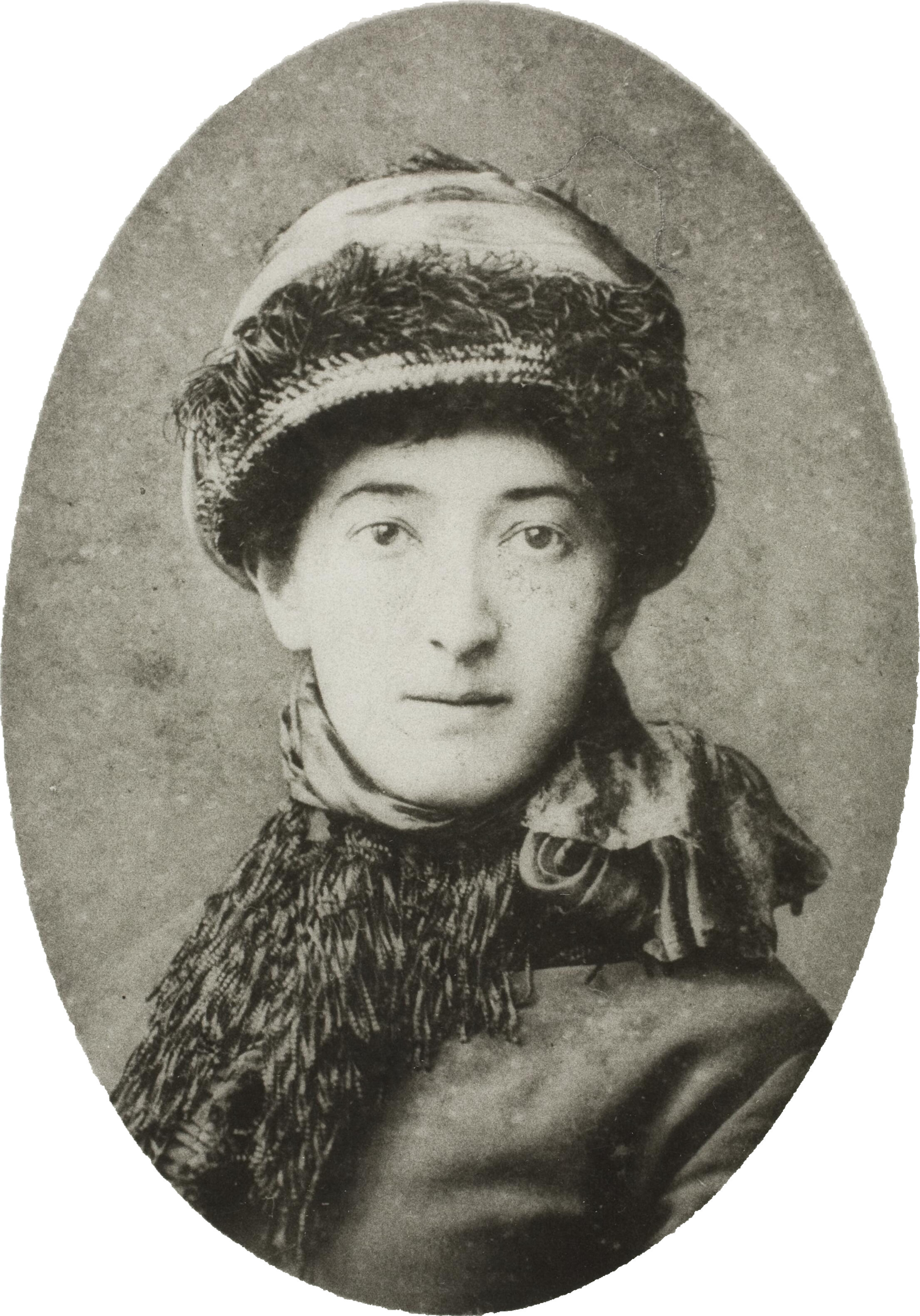

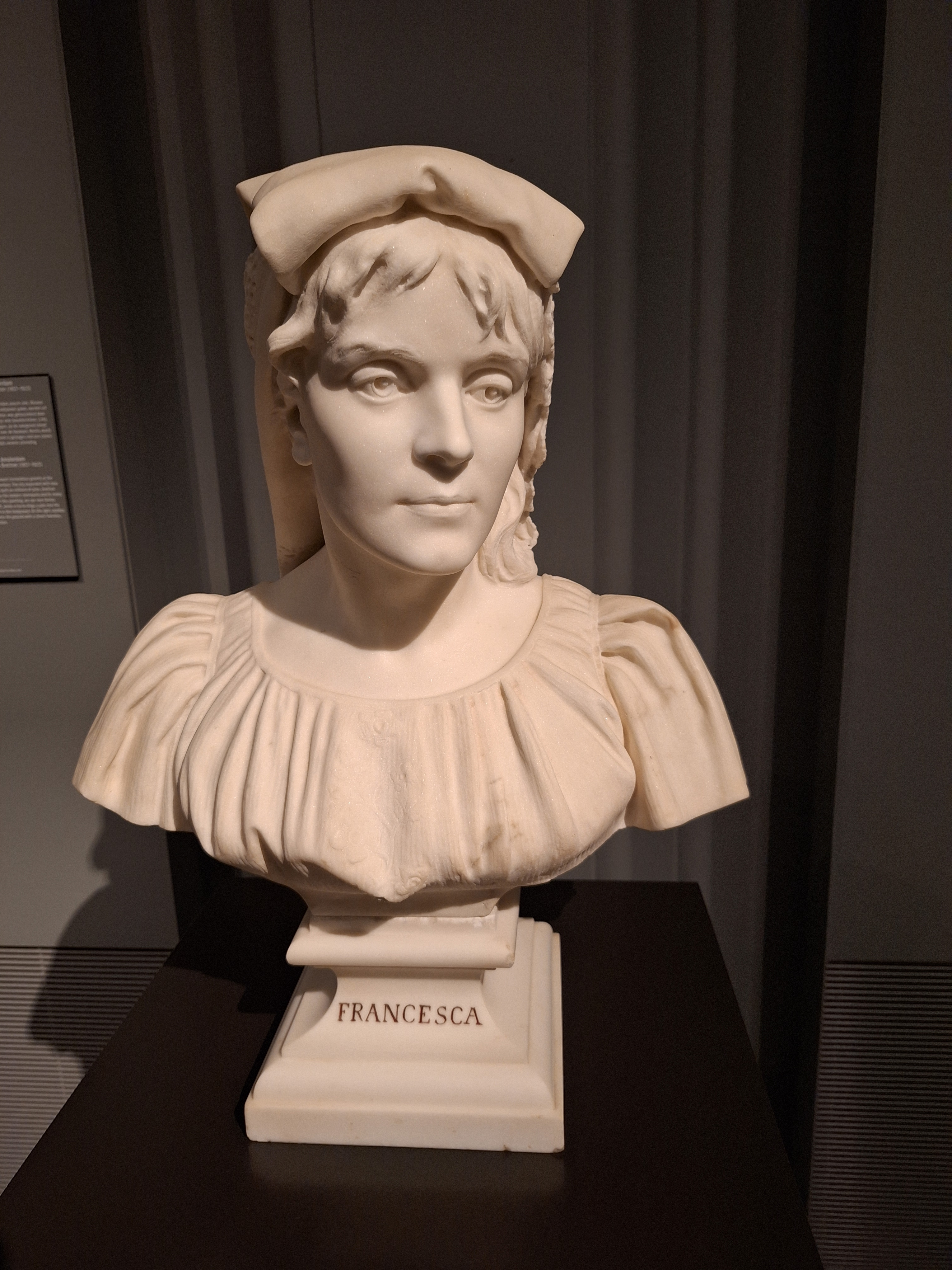
Büste von Francesca Riozzi-Gualano (1862–1946) von Georgine Schwartze, Rijksmuseum Amsterdam

Georgine Elisabeth Schwartze (* 12. April 1854 in Amsterdam; † 8. August 1935 ebenda) war eine niederländische Bildhauerin.

## Leben
Elisabeth Schwartze wurde als Tochter des Malers Johann Georg Schwartze und der Maria Elisabeth Theresia Herrmann (1822–1896) in Amsterdam geboren. Ihre Schwester war die Porträtmalerin Thérèse Schwartze, ihr Bruder der Landschaftsmaler George Washington Schwartze. Die frühe künstlerische Ausbildung erhielt sie von ihrem Vater, später wurde sie von Jan Braet von Überfeldt unterrichtet.
Im Oktober 1879 wurde sie an der Akademie der bildenden Künste in Amsterdam aufgenommen und widmete sich unter der Leitung von Frans Stracké und Ferdinand Leenhoff der Bildhauerei. Sie arbeitete hauptsächlich mit Marmor, Gips und Terrakotta.

## Mitgliedschaften
- Arti et Amicitiae
- Sint Lucas
- Nederlandse Kring van Beeldhouwers (deutsch: Niederländischer Bildhauerkreis)

## Auszeichnungen und Ehrungen
- 1895 Gouden medaille op de 3e Tentoonstelling van kunstwerken van Levende Meesters (Goldmedaille Städtische Amsterdamer Ausstellung lebender Meister 1895)[1]

## Ausstellungen
- 1882 Panorama (Gebäude), Amsterdam
- 1895 Stedelijk Museum, Amsterdam
- 1899 Stedelijk Museum, Amsterdam
- 1900 Arti et Amicitiae, Amsterdam
- 1902 Stedelijk Museum, Amsterdam
- 1903 Stedelijk Museum, Amsterdam